# 조바위

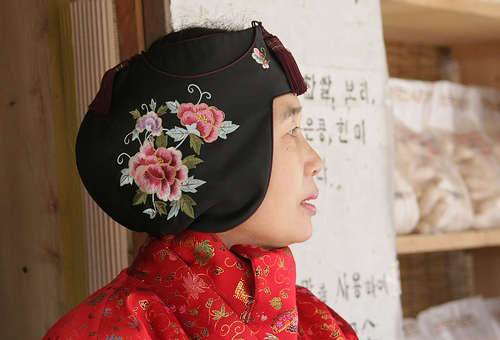
조바위

조바위는 한국의 전통 복장 중 하나로서 여성의 쓰개 중 하나이다. 여자의 방한모의 하나로, 위는 터져 있으며, 아얌과 비슷하지만 제물 볼끼가 커서 귀와 뺨을 가리게 되어 있다. 겉감은 검은색 비단을, 안감은 비단이나 무명을 대었고 겹으로 만들었다.
조선후기에 처음 등장한 이래, 아얌의 대용으로 널리 쓰였다. 주로 쓰는 계층은 평민 뿐 아니라 상류층까지도 착용하였지만, 외출 시에는 주로 당시의 양반층이 장식용으로 사용하였다. 특별한 행사에도 주로 쓰고 나갔다.

## 같이 보기
- 아얌
- 한복
- 화관
- 남바위
- 풍차 (모자)